# Schelvisnol
De Schelvisnol is een duin op het Waddeneiland Texel. Het is gelegen in de Westerduinen, ten zuiden van het Westerslag. Het duin is in 1878 vernoemd naar C. Schelvis uit Den Hoorn.